# Эль-Массуди, Нассим
Нассим Эль-Массуди (араб. نسيم المسعودي‎; нем. Nassim El Massoudi; род. 19 февраля 2008) — марокканский футболист, защитник клуба «Байер 04».

## Клубная карьера
Эль-Массуди — воспитанник клубов «Фортуна» и «Байер 04».

## Международная карьера
В 2025 году в составе юношеской сборной Марокко Эль-Массуди стал победителем домашнего юношеского Кубка Африки. На турнире он сыграл в матче против сборной Уганды, Замбии, Танзании, ЮАР, Кот-д’Ивуара и Мали.

## Достижения
Международные
 Марокко (до 17)
- Победитель Кубка африканских наций (до 17 лет): 2025